# Політичні системи в державах-членах Європейського Союзу

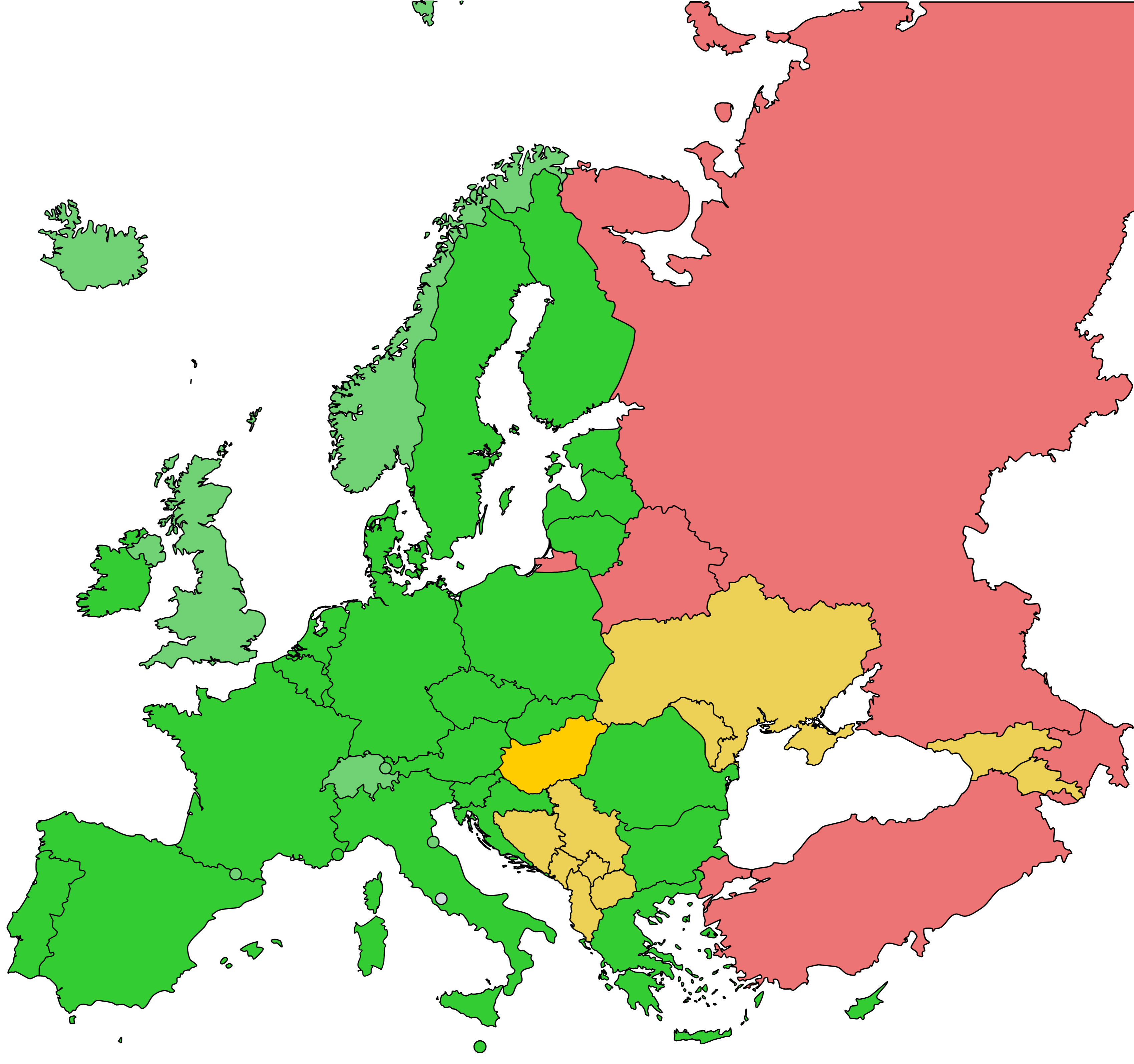
Європейський Союз (усі вільні, окрім Угорщини)
вільні
частково вільні
невільні

Європейський Союз — наднаціональне об'єднання демократичних держав. На саміті Європейської Ради, що відбулась у Копенгагені (Данія), 21-22 червня 1993 року Європейський Союз визначив Копенгагенські критерії щодо умов, які повинна виконати країна-кандидат, щоб мати право на вступ до Європейського Союзу:
| Ліві лапки | За критеріями членства, країни-кандидати мають досягти: І) стабільність інститутів, що гарантують демократію, верховенство права, повагу до прав людини, повагу і захист національних меншин; ІІ) наявність дієвої ринкової економіки та здатність витримувати конкурентний тиск і дію ринкових сил у межах ЄС; ІІІ) здатність узяти на себе зобов'язання, що випливають з членства в ЄС, включаючи суворе дотримання цілей політичного, економічного, валютного союзу. | Праві лапки |

Отже, всі держави-члени Європейського Союзу є державами з демократичною формою правління і прямими виборами, які вважаються "вільними" відповідно до критеріїв Freedom House (кожна держава отримала рейтингову оцінку 1/1, за винятком Хорватії та Угорщини, які мають рейтинг 1/2, Італії −2/1 і Болгарії, Греції, Латвії та Румунії — 2/2). Станом на 2011 р. всі члени Європейського Союзу є державами з представницькою демократією, але все-таки не всі вони мають однакові політичні системи.
За даними Freedom House, більшість європейських держав-сусідів ЄС є «вільними» або «частково вільними», винятки становлять Азербайджан, Білорусь і Росія. З іншого боку, майже всі держави Північної Африки і Південно-Західної Азії, які мають кордони з державами-членами Європейського Союзу, не вважаються «вільними», за винятком Ізраїлю.

## Форма державного правління

### Монархічна форма державного правління

монархія
республіка

президентська республіка
змішана республіка
парламентська республіка
парламентська конституційна монархія

Станом на 2014 р., сім держав з монархічною формою правління є членами Європейського союзу: Бельгія, Данія, Люксембург, Нідерланди, Іспанія, Швеція й Велика Британія. У цих державах панує конституційна монархія, за якою монарх не впливає на політику своєї країни. Йому або юридично це заборонено, або він не використовує політичні сили, які належать йому по праву посади. На початку XX століття , Франція була єдиною республікою серед майбутніх держав-членів Європейського Союзу. Того часу почалося сходження республіканізму в політичне життя. Громадська думка підтримує ідею збереження монархії в семи в країнах Європейського Союзу і в жодній країні не виступають за її скасування.

### Республіканська форма державного правління
Існують три форми державного правління в європейській політиці: за президентською формою правління президент є главою держави та уряду; за змішаною системою правління, президент і прем'єр-міністр поділяють ряд компетенцій, за парламентської системи правління, президент наділений представницькими функціями. Сучасні держави з конституційними монархіями є парламентськими республіками, в яких не обирають главу держави. З 21 держави ЄС з республіканською формою правління тільки 1 є президентською республікою (Кіпр) і 3 — змішанні республіки (Португалія, Румунія, Франція)

## Форма державного устрою

унітарна держава
держава з автономними утвореннями
держава з асиметричною федерацією
федеральна держава

Більшість країн-членів Європейського Союзу є унітарними державами, це означає, що центральний уряд має більше повноважень і лише незначні й локальні питання розглядаються регіональною владою. Три держави є федеративними (Австрія, Бельгія й Німеччина). Шість інших країн мають самоврядні автономії або різностатусні суб'єкти
- Федерації:
  - Фарерські острови й Гренландія є автономними частинами Данії і не входять до складу ЄС;
  - У Фінляндії Аландські острови мають особливий автономний статус;
  - Нова Каледонія у складі Франції має унікальний правовий статус (sui generis) і не входять до складу ЄС.
  - Аруба, Кюрасао та Сінт-Мартен — «країни-партнери» Нідерландів, які співіснують на основі рівності й партнерства в Королівстві Нідерландів.
  - Нормандські острови — Джерсі, Гернсі — та Острів Мен мають особливий статус не входять ні до Великої Британії, ні до Європейського Союзу. Ці острови є коронним володінням Великої Британії.

- Автономні утворення:
  - в Італії влада наділила повноваженнями 20 регіонів, п'ять з яких мають широку автономію;
  - в Іспанії центральна влада наділила різними повноваженнями історичні регіони, зокрема Андалусія, Країна Басків, Каталонія, Галісія;
  - у Королівстві Великої Британії, різним ступенем автономії наділені Північна Ірландія, Шотландія та Уельс. Ширшими повноваженнями так само наділена Управа Великого Лондону.

## Структура парламенту

однопалатний парламент
двопалатний парламент

Інша відмінність — це кількість палат у національних законодавчих органах. Раніше існували законодавча влада з більш ніж двома палатами (трьох і чотирьох палатний парламент), станом на 2014 р. існують тільки однопалатні та двопалатні органи законодавчої влади. Федерації й країни з сильними регіональними відмінностями або регіональними ідентичностями, як правило, є двопалатним аби мати змогу відображати інтереси різних регіонів у законопроєктах національного рівня. У державах з більшою чисельністю населення (починаючи з Нідерландів) мають двопалатну систему. У країн з меншою кількістю населення не існує чіткої тенденції щодо структури парламенту (деякі держави зазнали впливу своєї федералістської структури), найменші ж держави є, в цілому, однопалатними.
У державах-членах Європейського Союзу, якщо парламент має тільки одну палату, то вона завжди обирається прямим голосуванням у будь-якому випадку. За наявності двох палат, нижня палата обирається прямим голосуванням, тоді як верхня палата може обиратися прямим голосуванням (наприклад, Сенат Польщі), непрямим голосуванням, наприклад, регіональними законодавчими органами (Федеральна рада Австрії), невиборним шляхом, при цьому представляючи певні групи інтересів (наприклад, Національна рада Словенії) або невиборним шляхом, репрезентуючи при цьому недемократичні політичні системи (Палата лордів в Сполученому Королівстві).